# Giuliana Segre
Giuliana Segre Giorgi (Torino, 10 settembre 1911 – Torino, 17 novembre 2009) è stata una traduttrice, scrittrice e antifascista italiana.

## Biografia
Nata a Torino da una famiglia ebrea (nipote di Claudio Treves e cugina di Carlo Levi), trascorse il periodo della prima guerra mondiale nella zona del Valdarno; tornò poi nella città natale, studiando presso la facoltà di lettere all'Università. Iniziò a frequentare la casa di Barbara Allason e Anita Rho, luogo di riunioni di intellettuali antifascisti, e fu arrestata, insieme a molti aderenti a Giustizia e Libertà, nel marzo 1934. Dopo un periodo trascorso in carcere si trasferì a Ponza, raggiungendo il padre inviato al confino nella località laziale. Lì conobbe e sposò lo scultore italo-brasiliano Bruno Giorgi, e con lui si trasferì in Francia (Marsiglia, 1936, poi Parigi) e poi, nel 1939, in Brasile (San Paolo), ove rimase fino al 1969. Durante la sua permanenza in Sud America conobbe alcuni scrittori e poeti (tra cui Jorge Amado e Mário de Andrade, di cui tradusse alcune opere) e fondò una fabbrica di ceramiche. Rientrò poi a Torino, dove iniziò a lavorare come traduttrice.

## Opere
- Piccolo memoriale antifascista, Torino, Lindau, 1994
- L'odore della guerra: ricordi, fantasmi, personaggi, Torino, Lindau, 2003

### Traduzioni
- I misteri del confessionale, Torino, Dellavalle, 1969
- Mário de Andrade, Macunaima, Milano, Adelphi, 1970
- Jean-Charles Pichon, L'altra storia: le sette e le società segrete, Torino, Rosada, 1972
- Mário de Andrade, Io sono trecento, Torino, Einaudi, 1973
- Miguel León-Portilla, Il rovescio della conquista: testimonianze azteche, maya e inca, Milano, Adelphi, 1974
- Jorge Amado, Teresa Batista stanca di guerra, Torino, Einaudi, 1975
- Joaquim Maria Machado de Assis, Memoriale di Aires, Torino, Lindau, 1986
- José Maria Eça de Queirós, Il colle degli impiccati, Torino, Lindau, 1992
- Joaquim Maria Machado de Assis, L'alienista, Torino, Lindau, 2002
- Joaquim Maria Machado de Assis, Galleria postuma e altri racconti, Torino, Lindau, 2002